# Roskosmos

Platforma startowa rakiet typu Sojuz 2 w kosmodromie Wostocznyj, należąca do Roskosmosu

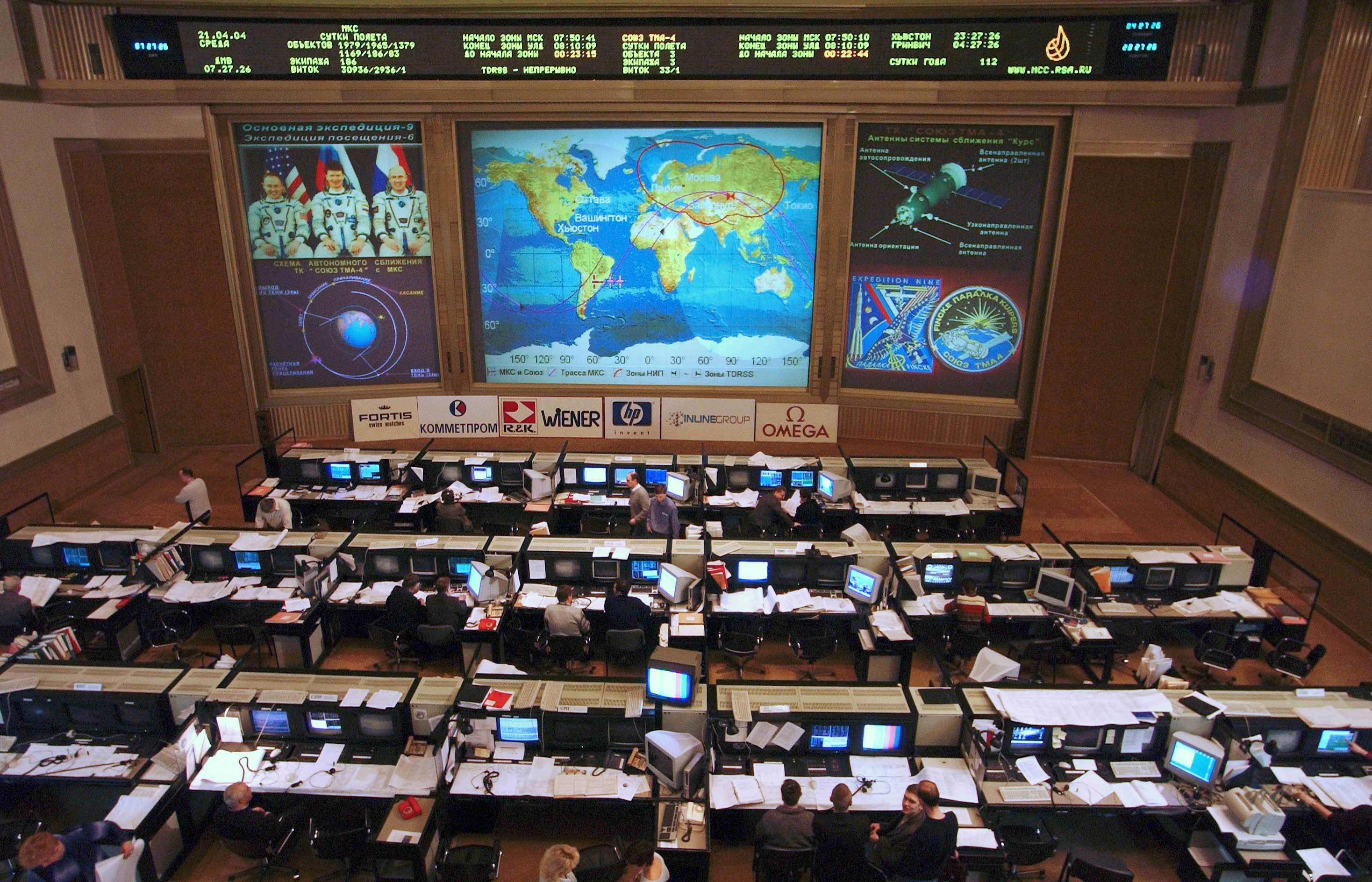
Centrum kontroli lotów Roskosmosu w mieście Korolow

Korporacja Państwowa ds. Działalności Kosmicznej Roskosmos (ros. Государственная корпорация по космической деятельности „Роскосмос”), pierwotnie jako Federalna Agencja Kosmiczna (Федеральное космическое агентство), FKA (ФКА) lub RKA (РКА) – rosyjska agencja kosmiczna założona 25 lutego 1992, od 2015 jako korporacja państwowa (przedsiębiorstwo państwowe) sektora kosmicznego.

## Historia
W okresie Związku Radzieckiego ówczesny program kosmiczny nie miał centralnej instytucji zarządzającej. Struktura organizacyjna programu obejmowała kilka takich centrów, które stanowiły poszczególne biura konstrukcyjne oraz rada konstruktorów, która nie miała jednak żadnego znaczenia politycznego. Agencja kosmiczna powstała dopiero po rozpadzie Związku Radzieckiego i wyodrębnieniu Rosji jako odrębnego kraju. Rosyjska Agencja Kosmiczna została założona 25 lutego 1992 r. dekretem prezydenta Borysa Jelcyna. Pierwszym dyrektorem Agencji został Jurij Koptiew, który przedtem pracował w NPO Ławoczkin, przedsiębiorstwie wcześniej pracującym nad sondami księżycowymi i wenusjańskimi.
W pierwszych latach swej działalności Agencja nie posiadała odpowiedniego autorytetu ani możliwości wpływu na wiodące biura konstrukcyjne, takie jak przede wszystkim RKK Energia, by narzucić im odgórną, długoplanową wizję rosyjskich przedsięwzięć kosmicznych.
Na trudności te nałożył się kryzys gospodarczy w Rosji. W tej sytuacji Roskosmos szukał własnego miejsca w badaniach kosmicznych, skupiając się na dwóch zagadnieniach: komercyjne starty satelitów oraz turystyka kosmiczna. Roskosmos objął zadania związane z rosyjskim udziałem w Międzynarodowej Stacji Kosmicznej.
22 maja 1999 agencja zmieniła nazwę na Российское авиационно-космическое агентство (Rosyjską Agencję Lotniczo-Kosmiczną), w skrócie Росавиакосмос (Rosawiakosmos). 9 marca 2004 przywrócono wcześniejszą nazwę. W marcu 2004 r. nowym dyrektorem Roskosmosu został Anatolij Perminow, w kwietniu 2011 r. Władimir Popowkin, zaś w październiku 2013 r. Oleg Ostapienko.
Od 2005 r. sytuacja gospodarcza Rosji zaczęła się poprawiać. Zaowocowało to zwiększeniem budżetu Roskosmosu. Rosyjski parlament (Duma) przyznała Agencji 305 mld rubli (ok. 11 mld USD) na lata 2006–2015, podczas gdy całe planowane wydatki Rosji na cele kosmiczne w tym okresie wyniosły 425 mld rubli.
Jednak od ok. 2010 roku rozpoczęła się znowu zapaść przemysłu kosmicznego w Rosji związana m.in. z kryzysem gospodarczym na świecie, pogłębiona później przez działania wojenne przeciw Ukrainie i wynikającymi z nich restrykcjami gospodarczymi przeciwko Rosji ze strony Stanów Zjednoczonych i Unii Europejskiej. Widomym objawem kryzysu były coraz częściej zdarzające się katastrofy i awarie rosyjskich rakiet nośnych i statków kosmicznych.
W związku z tym rosyjskie władze państwowe, nadzorujące zdecydowaną większość rosyjskiego przemysłu kosmicznego, zdecydowały się na jego centralizację. W 2014 r. rząd powołał Объединенной ракетно-космической корпорации (ORKK) (ang. United Rocket and Space Corp., URSC) – olbrzymie konsorcjum, w które włączono największe przedsiębiorstwa tej branży w Rosji. W 2015 r. zdecydowano się na połączenie ORKK z Roskosmosem we wspólną strukturę: Roscosmos State Corporation.

## Infrastruktura
Główne biuro agencji Roskosmos mieści się w Moskwie przy ulicy Szczepkina 42 (ros. Щепкина). Centrum kontroli lotów zlokalizowane jest w mieście Korolow w obwodzie moskiewskim. Jednostką zależną Roskosmosu jest spółka Gławkosmos (ros. Главкосмос) z siedzibą w Moskwie.
Roskosmos wykorzystuje rosyjskie kosmodromy Wostocznyj i Plesieck, Bajkonur zlokalizowany na terenie Kazachstanu oraz Gujańskie Centrum Kosmiczne w Gujanie Francuskiej. Operatorem lotów w ostatnim kosmodromie jest spółka zależna Gławkosmos.
W 2009 roku Roskosmosowi podlega również Centrum Wyszkolenia Kosmonautów im. J. Gagarina w Gwiezdnym Miasteczku.
Roskosmos sprawuje nadzór pośredni lub bezpośredni nad ponad siedemdziesięcioma spółkami, organizacjami, jednostkami zależnymi lub ośrodkami badań kosmicznych. Ponadto Roskosmos zarządza kosmodromem Bajkonur. Na jego terenie znajduje się lokalne biuro agencji.

## Finanse
Przychód Roskosmosu w 2019 roku wynosił 22,23 mld rubli, zysk netto 12,5 mld rubli.
W 2018 roku przychód wynosił 32,27 mld rubli, zysk netto 9,7 mld rubli.
W 2017 roku przychód wynosił 26,99 mld rubli, zysk netto 4,19 mld rubli.
Średnie miesięczne wynagrodzenie pracowników w 2019 roku wynosiło 62,3 tys. rubli.
Do 2020 roku Roskosmos był finansowany z budżetu państwowego Federacji Rosyjskiej w ramach projektu „Kosmiczna działalność Rosji w latach 2013–2020”. Projekt jest kontynuowany. Na rozwój działalności związanej z kosmosem przewidziano 600 mld rubli wydatków w latach 2020–2022. Roskosmos otrzymuje dotacje bezpośrednio od Ministerstwa Finansów Federacji Rosyjskiej, przed którym raportuje przychody i wszystkie wydatki.

## Programy i projekty
Obecnie Roskosmos pracuje nad następującymi programami:
- udział w rozbudowie i pracach Międzynarodowej Stacji Kosmicznej ISS,
- programy badań Księżyca, Wenus i Marsa,
- produkcja rakiet nośnych: Sojuz, Proton, Kosmos 3M, Rokot, prace nad rodziną rakiet Angara,
- prace nad nowym statkiem załogowym PTK NP.

Od 2018 roku Roskosmos jest wydawcą magazynu „Russkij Kosmos”.
31 października 2019, podczas konferencji Rosyjskiej Agencji Kosmonautyki, Dmitrij Rogozin, prezes Roskosmosu, przedstawił plany rozwojowe agencji na lata 2021–2030. Przewidziano w nich rozbudowę rosyjskich kosmodromów, prace związane z rozwojem satelitarnego programu nawigacji GLONASS oraz budowę i udoskonalanie rakiet.

## Dyrektorzy Roskosmosu
- Jurij Koptiew, 1992–2004
- Anatolij Perminow, 2004–2011
- Władimir Popowkin, 2011–2013
- Oleg Ostapienko, 2013–2015
- Igor Komarow, 2015–2018
- Dmitrij Rogozin, 2018[16]–2022
- Jurij Borisow, od 2022